# Маракана червоночеревий
Маракана червоночеревий (Primolius maracana) — вид папугоподібних птахів родини папугових (Psittacidae). Поширений в Південній Америці.

## Поширення
Вид широко поширений у східній і південній Бразилії і невелика залишкова популяція також живе на північному сході країні. Також трапляється на сході Парагваю. Вимер на крайньому північному сході Аргентини. Живе у вічнозелених і листяних лісах, віддаючи перевагу галерейним лісам.

## Опис
Його довжина приблизно 40 см. Має потужний чорний дзьоб, довгий хвіст і зелене основне оперення. Верхня поверхня махових і первинних криючих блакитна. Нижня сторона крил жовтувата, кінчик хвоста, маківка і щоки синюваті, основа хвоста і пляма на череві червоні. Райдужна оболонка бурштинова. Має неоперену шкіру на жовтуватому обличчі, яке часто стає білим у екземплярів у неволі.

## Спосіб життя
Харчується головним чином насінням Cnidoscolus phyllacanthus, Jatropha sp., Guazuma ulmifolia та Melia azederach. Також їсть фрукти та горіхи. Статевої зрілості між 2 і 4 роками. Самиця відкладає два яйця, які висиджує близько 29 днів. Недорослі особини вчаться літати через 11 тижнів після вилуплення і залишаться з батьками ще на рік.